# Johann V. von Hatzfeld
Johann V. von Hatzfeld (* vor 1422; † 1482) war unter anderem zeitweise Marschall von Westfalen.

## Familie
Er entstammte dem edelfreien Geschlecht Hatzfeld. Der Vater war Gottfried VII. genannt der Rauhe. Die Mutter war Lukarde von Effertzhausen. Er hatte unter anderem einen gleichnamigen älteren Bruder Johann († 1478) und einen Bruder Gottfried († 1470).
Er selbst heiratete 1437 Regina von Nesselrode, Tochter von Wilhelm von Nesselrode. Aus der Ehe gingen zwei Töchter hervor. Katharina heiratete Hermann Riedesel zu Eisenbach. Margaretha ehelichte Konrad von Virmont. In einer zweiten Ehe heiratete Johann V. Dorothea von Attendorn. Aus dieser Ehe ging der gleichnamige Sohn Johann († 1532) hervor. Dieser heiratete Maria von Uffeln und stiftete die Linie Hatzfeld-Uffeln.

## Leben
Die an den Grafen Gerhard II. von Sayn verpfändeten kurkölnischen Burgen und Ämter Bilstein und Waldenburg kamen 1453 zunächst als Unterpfand an Johann von Hatzfeld. Georg I. von Sayn-Wittgenstein ernannte ihn 1453 zum Amtmann von Homburg. Der Kölner Erzbischof Dietrich II. von Moers überließ ihm 1458 als Pfand für 4000 Gulden das Amt des Marschalls von Westfalen. Ebenso als Pfand erhielt er und sein gleichnamiger Bruder Johann für eine Summe von 6000 Gulden die Kurkölner Ämter Bilstein und Waldenburg. Der Bruder hatte auch das Amt Medebach inne. Zusammen mit seinen Brüdern Johann und Gottfried erhielt Johann V. auch ein Burglehen in Siegen von den Grafen von Nassau-Dillenburg. Als Unterstützer von Gerhard I. von Jülich-Berg bekamen die Brüder 1451 eine Geldrente aus den Zolleinnahmen in Düsseldorf. Vom Erzbischof von Trier Johann II. von Baden erhielt Johann V. 1462 eine Weingülte von drei Fudern aus der kurfürstlichen Weinkellerei in Ehrenbreitstein.
Aus Geldnöten verpfändete er für 4000 Gulden sein Drittel an der Burg und Herrschaft Wildenburg an seine Schwiegersöhne. Die Schulden gegenüber den Familien der Schwiegersöhne stiegen aber weiter auf 6000 Gulden an. Nach dem Tod Johanns verpfändeten seine Neffen Johann († 1505) und Gottfried († 1514) Burg und Amt Bilstein. Allerdings behielten die Hatzfelder das Nutzungsrecht an der Burg.
Die Witwe Dorothea von Attendorn lebte im Stadthaus in Attendorn und verzichtete 1497 zu Gunsten ihres Sohnes auf die Hälfte ihres von Johann V. ererbten Besitzes.